# Kalliópi Araoúzou
Kalliópi Araoúzou (en grec moderne : Καλλιόπη Αραούζου), souvent appelée Kélly Araoúzou (Κέλλυ Αραούζου), est une nageuse grecque, pratiquant la nage en eau libre.

## Biographie
Le 4 août 2010, elle se classe deuxième de l'épreuve des 5 km aux Championnats d'Europe de natation 2010 à Budapest. 
Aux Championnats d'Europe de nage en eau libre 2012 à Piombino, elle est médaillée d'argent du 5 km en eau libre et du 5 km en eau libre par équipes.
Elle est médaillée d'argent de l'épreuve des 5 km par équipe aux Championnats du monde de natation 2013 à Barcelone. Aux Championnats du monde de natation 2015 à Kazan, elle est médaillée d'argent de l'épreuve individuelle féminine des 5 km en eau libre.